# Frederick McCoy
Frederick McCoy (Dublín, 1817 - Melbourne, 16 de mayo de 1899) fue un botánico, entomólogo, paleontólogo y museólogo irlandés, que trabajó activamente en Australia.

## Primeros años
Frederick McCoy es el hijo de Simon McCoy, un doctor en Medicina. Nació en Dublín probablemente en 1817, aunque algunas fuentes datan su nacimiento en el año 1823. Fue educado en su ciudad natal, aunque los estudios de medicina los cursó en Cambridge.

## Carrera como paleontólogo
Los intereses de McCoy se centraron muy pronto en torno a la historia natural, especialmente en la rama de la geología, y a los dieciocho años publicó Catalogue of Organic Remains compiled from specimens exhibited in the Rotunda at Dublin (1841). Ayudó al geólogo Richard John Griffith en el estudio de los fósiles de las rocas carboníferas y silúricas de Irlanda, y publicaron conjuntamente A Synopsis of the Character of Carboniferous Limestone Fossils of Ireland (1844) y Synopsis of the Silurian Fossils of Ireland (1846).
En 1846, Sedgwick consiguió sus servicios, y durante al menos cuatro años se dedicó a la clasificación y determinación de los fósiles en el Museo Woodwardian de Cambridge. En palabras de Sedgwick:

Un excelente naturalista, un incomparable y filosófico paleontólogo, y uno de los trabajadores más veloces de los que ha dispuesto la organización de un museo
Adam Sedgwick, Life and Letters of Sedgwick, ii. 194

Conjuntamente publicaron un trabajo de gran importancia, un clásico en nuestros días, titulado A Synopsis of the Classification of the British Palaeozoic Rocks, with a Systematic Description of the British Palaeozoic Fossils in the Geological Museum of the University of Cambridge (1855). Mientras tanto, en 1850 McCoy había aceptado un puesto de profesor de geología en la Universidad Queens de Belfast.

## Carrera en Australia

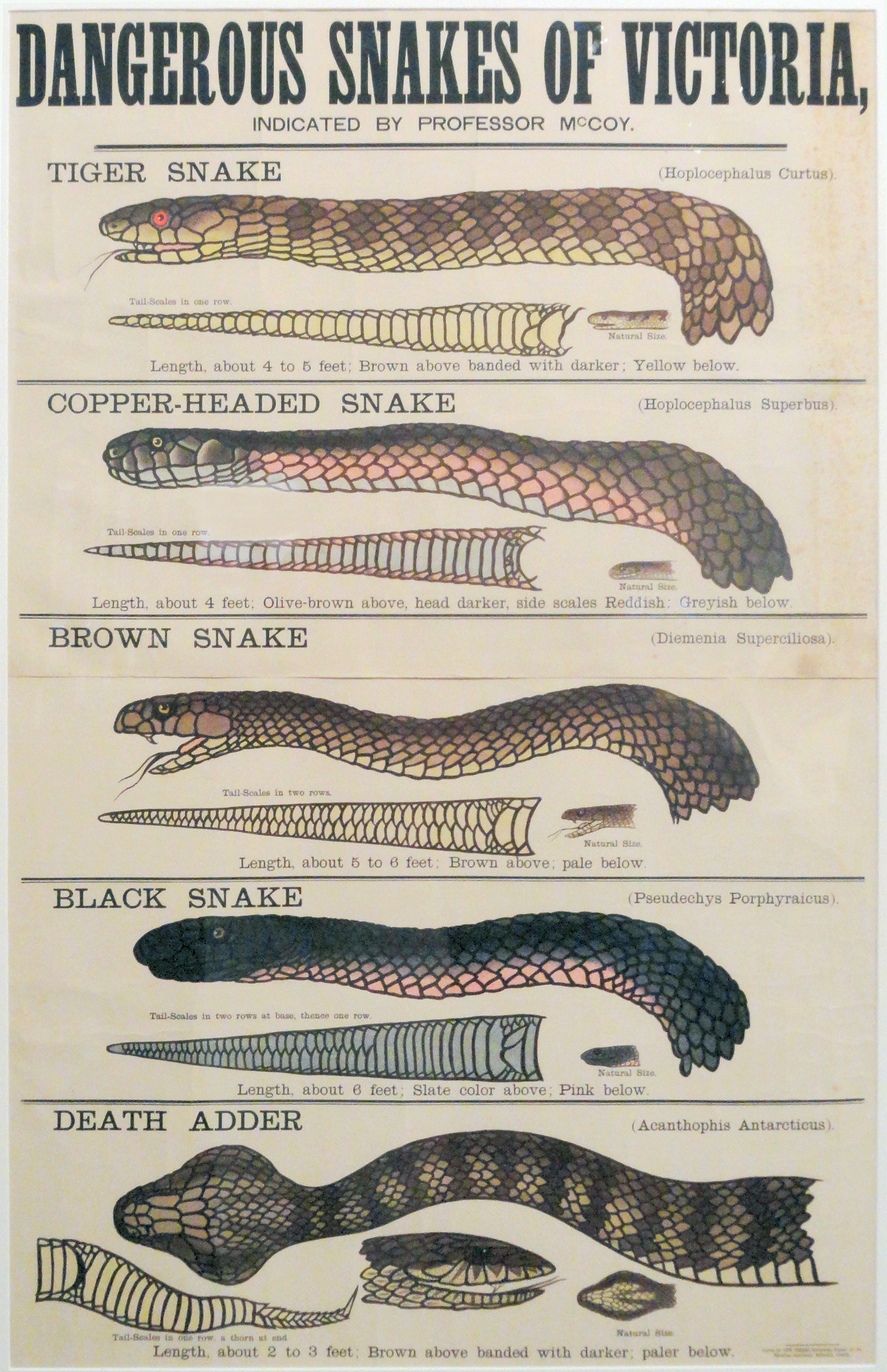
Carteles educativos, Serpientes de Victoria, Australia

En 1854, McCoy aceptó la cátedra de ciencias naturales de reciente creación en la Universidad de Melbourne, donde dio clases durante más de treinta años. Cuando McCoy comenzó su trabajo en la universidad había pocos estudiantes, y durante muchos años dio clases de química, mineralogía, botánica, zoología, anatomía comparada, geología y paleontología. Evidentemente le fue imposible estar al tanto de las lecturas más actuales en todas aquellas ciencias, por lo que la paleontología continuó siendo la ciencia que más dominaba. Fundó el Museo Nacional de Historia Natural y Geología de Melbourne, del cual fue director. Se asoció como paleontólogo en la Geological Survey of Victoria, publicando Prodromus of the Palaeontology of Victoria y Prodromus of the Zoology of Victoria. Fue presidente de la Royal Society of Victoria en 1864, y vicepresidente desde 1861 a 1870.

## Últimos años
Contribuyó con las sociedades locales con multitud de artículos, y continuó activamente con su labor científica durante cincuenta y ocho años, siendo su última publicación "Note on a new Australian Pterygotus", publicada en Geological Magazine en mayo de 1899. En 1879 fue galardonado con la Medalla Murchison de la Geological Society of London y en 1880 fue seleccionado F.R.S.. Fue uno de los primeros en recibir el Hon. D.Sc. de la Universidad de Cambridge.
Fue nombrado caballero comendador de la Orden de San Miguel y San Jorge.
Murió en Melbourne el 16 de mayo de 1899.
Su ficha necrológica se publicó en "Geological Magazine" de 1899, p. 283, con bibliografía incluida.
- La abreviatura «McCoy» se emplea para indicar a Frederick McCoy como autoridad en la descripción y clasificación científica de los vegetales.[1]

## Abreviatura (zoología)
La abreviatura McCoy  se emplea para indicar a Frederick McCoy como autoridad en la descripción y taxonomía en zoología.